# 孟鼎铭
孟鼎铭 （英語：William R. "Bill" McDermott，1961年8月18日—），SAP公司執行長。

## 早年经历
孟鼎铭出生于美国紐約市皇后區，成長在紐約長島。高中时，他透过打白条的形式以7,000美元的支票
购买当地一家熟食店开始创业。 这次创业挣到去道林学院的学费。
他是篮球运动员Bobby McDermott的孫子。

## 职业生涯
从道林学院毕业后，孟鼎铭从西北大学凯洛格管理学院获得了工商管理硕士学位，然后在沃顿商学院完成了行政管理课程。孟鼎铭在高中和大学继续经营自己的事业。其后，他入职施乐公司，并在那里他工作了17年，成为公司最年轻的部门总裁。McDermott还担任过Gartner总裁，和Siebel系统公司全球销售和运营执行副总裁。他于2002年开始受聘于SAP，担任SAP美洲地区的CEO。 2008年，进入SAP执行董事会，2010年2月，他成为SAP AG的联席CEO。2014年5月21日，晋升为该公司的CEO。他也成为该公司首位美国人CEO。

## 个人生活
孟鼎铭和妻子朱莉育有两子。其妻子曾患乳腺癌但已治愈。 2015年7月，孟鼎铭在一次事故中不慎跌倒而被碎玻璃割伤左眼，但同年10月又回到SAP总部工作。